# Chemin de fer Dona Ana—Moatize
Le chemin de fer Dona Ana—Moatize est une ligne de chemin de fer à écartement du Cap du Mozambique qui relie la gare ferroviaire de Dona Ana à Mutarara, placée sur le chemin de fer de Sena, au bassin houiller de Moatize. La voie, longue de 254 km, a été mise en service en 1949 et est exploitée par l'entreprise publique Portos e Caminhos de Ferro de Moçambique (CFM). Elle permet l'export du charbon via le port de Beira.

## Historique

### Situation
Dans les années 1920, le chemin de fer de Sena atteint la ville mozambicaine de Nhamayabué, puis la jonction est effectuée avec la ligne ferroviaire de la Shire Highlands Railway Company déjà édifiée dans la colonie britannique du Nyassaland (Malawi actuel). En 1935, la liaison ferroviaire entre la colonie britannique et le port de Beira au Mozambique portugais est complétée par la construction du pont Dona Ana sur le Zambèze.

### Construction

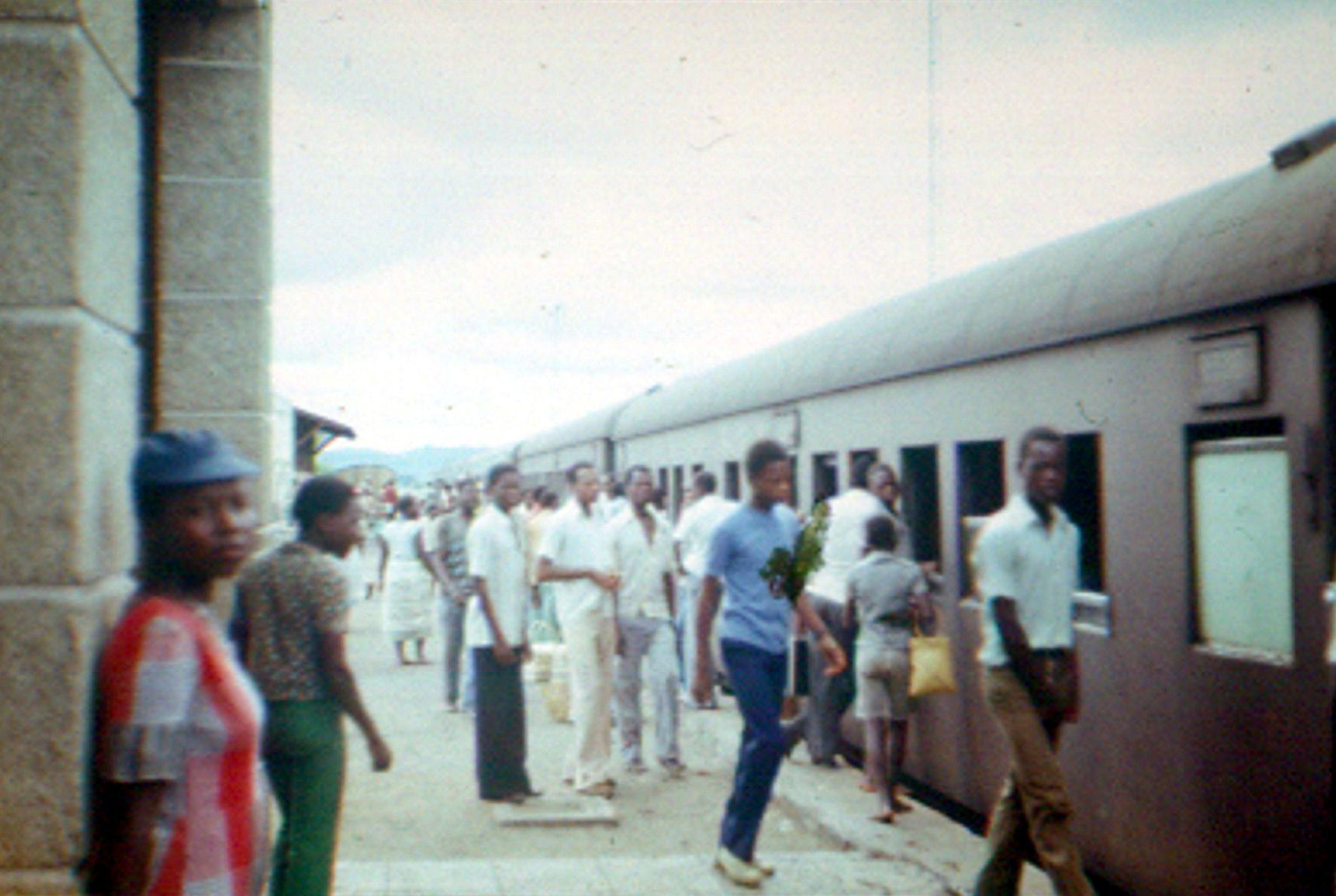
Embarquement des passagers à la gare de Moatize sur l'agence Dona Ana — Moatize, en 1982.

Dans les années 1940, le gouvernement portugais commence à préparer l'exploitation des ressources en charbon de la province de Tete. À cette fin, en 1947 la construction d'un embranchement ferroviaire reliant la gare de Dona Ana, à Nhamayabué, aux mines de charbon de Moatize débute, permettant ainsi de créer un débouché maritime pour cette ressource minérale via le port de Beira.
La construction dure environ deux ans,  254 km de voies nouvelles sont créées. 

### Mise en service et exploitation
La mise en service de l'infrastructure à lieu en 1949.
La branche Dona Ana-Moatize et le chemin de fer de Sena sont restés d'importantes voies de transport de fret vers le centre du pays jusqu'à la guerre d'indépendance du Mozambique puis la guerre civile mozambicaine, époques à partir desquelles  ont été la cibles d'attaques par des groupes armés.
À la fin de la guerre civile, la ligne a été réutilisée pour le transport de minerais, mais a été délaissée en faveur du chemin de fer de Nacala car elle est plus sinueuse et lente que ce dernier, tandis que le port de Beira a un tirant d'eau plus faible que celui de Nacala et est sujet à l'engorgement. Elle n'est que rarement utilisée  depuis 2010 et a fonctionné à partir de cette date à faible capacité.

### Réhabilitation
En 2021, le gouvernement mozambicain a annoncé la réhabilitation du chemin de fer de Sena entre Nhamayabué et Blantire, dans l'objectif d'augmenter le flux de fret minier via l'embranchement Dona Ana-Moatize et d'encourager la reprise du transport ferroviaire de marchandises depuis le sud du Malawi.

## Gares principales
Les principales gares du chemin de fer Dona Ana – Moatize sont :
- Gare de Nhamayabué (Dona Ana)
- Gare de Doa
- Gare de Chueza
- Gare de Mecondeca (M'cacama)
- Gare de Kambulatsitsi (Caldas Xavier)
- Gare de Catémê
- Gare de Moatize